# 2010 à Terre-Neuve-et-Labrador
Chronologie de Terre-Neuve-et-Labrador
- 2006
- 2007
- 2008
- 2009
- 2010
- 2011
- 2012
- 2013
- 2014

Cette page concerne des événements d'actualité qui se sont produits durant l'année 2010 dans la province canadienne de Terre-Neuve-et-Labrador.

## Politique

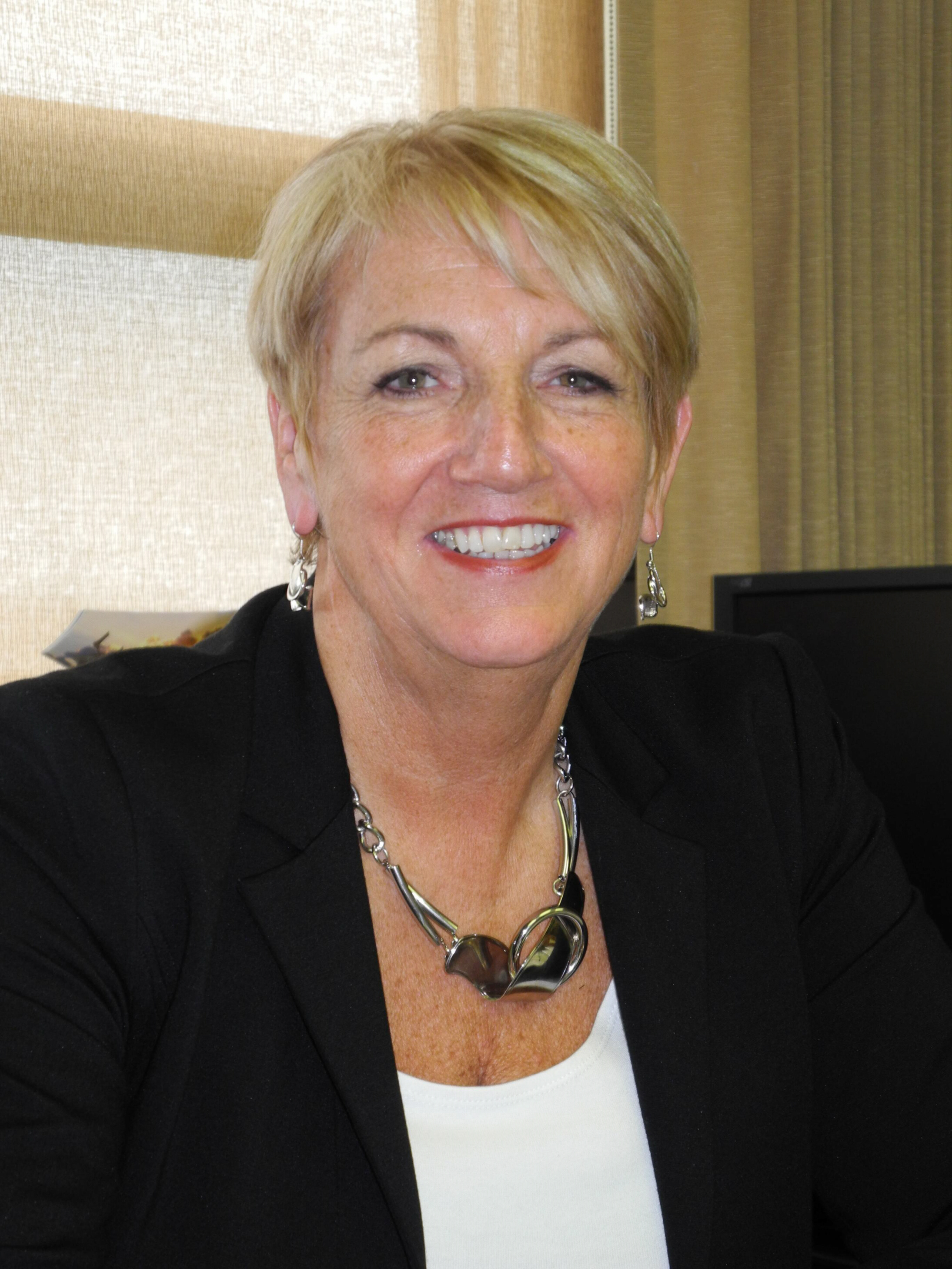
Kathy Dunderdale

- Premier ministre : Danny Williams puis Kathy Dunderdale
- Chef de l'Opposition :
- Lieutenant-gouverneur : John Crosbie
- Législature :

## Événements
- 21 septembre 2010 : l'ouragan Igor a durement frappé Terre-Neuve. Ses vents et sa pluie se sont abattus sur la partie est de l'Île, en particulier la péninsule d'Avalon et celle de Bonavista. Il est tombé 113 mm à Gander, 115 mm à Saint-Jean la capitale, 193 mm à Bonavista et jusqu'à 238 mm à St.Lawrence.

- 25 novembre 2010 : le Premier ministre de Terre-Neuve-et-Labrador Danny Williams a annonce qu'il quitte la politique provinciale de Terre-Neuve-et-Labrador, le 2e premier ministre à faire ce geste ce mois-ci[1].

- 3 décembre 2010 : Kathy Dunderdale devient Première ministre de Terre-Neuve-et-Labrador remplace Danny Williams, la première femme à faire ça.